# 哺乳類学
哺乳類学（ほにゅうるいがく、英語: mammalogy）とは、哺乳類を対象に研究する動物学の一分野である。英語では、mastology、theriology もしくは therology とも言われる。哺乳類とは、恒温で毛皮を持ち、心臓が4つの部屋に分かれ、複雑な神経系を持つ脊椎動物の総称である。

## 分野
哺乳類学は分類学に基づいて、猿を研究する霊長類学（サル学）、鯨を研究するクジラ学、馬を研究するウマ学、犬を研究するイヌ学などに分かれる。